# Diana di l'Alba
 Diana di l'Alba és un grup de cant de Còrsega. Ha estat creat l'any 1978 per part d'Antonu Marielli, Ghjuvan Francescu Sicurani i els seus germans Ghjuvan Ghjacumu i Cristanu Andreani. En 2013 van compondre la banda sonora del documental U Paghjolu 3, produire pour vivre (2013) de Marianne Thibout-Calandrini.

## Discografia
- Diana Di L'Alba (1980)[3]
- Donna Dea
- Pueta (1996)
- Sumenti D'Acqua (1999)
- Da musicà la vita (2008)
- Indiature